# Sulla buona strada/Greta
Sulla buona strada/Greta è un singolo di Riccardo Fogli, pubblicato su 45 giri nel 1985.
Entrambi i brani sono inseriti nell'album uscito nello stesso anno e intitolato proprio 1985.
Il brano Sulla buona strada si piazzò al quarto posto al Festival di Sanremo di quell'anno.

## Tracce
1. Sulla buona strada (testo: Vincenzo Spampinato – musica: Maurizio Fabrizio)
2. Greta